# Lijst van nationale parken in Griekenland

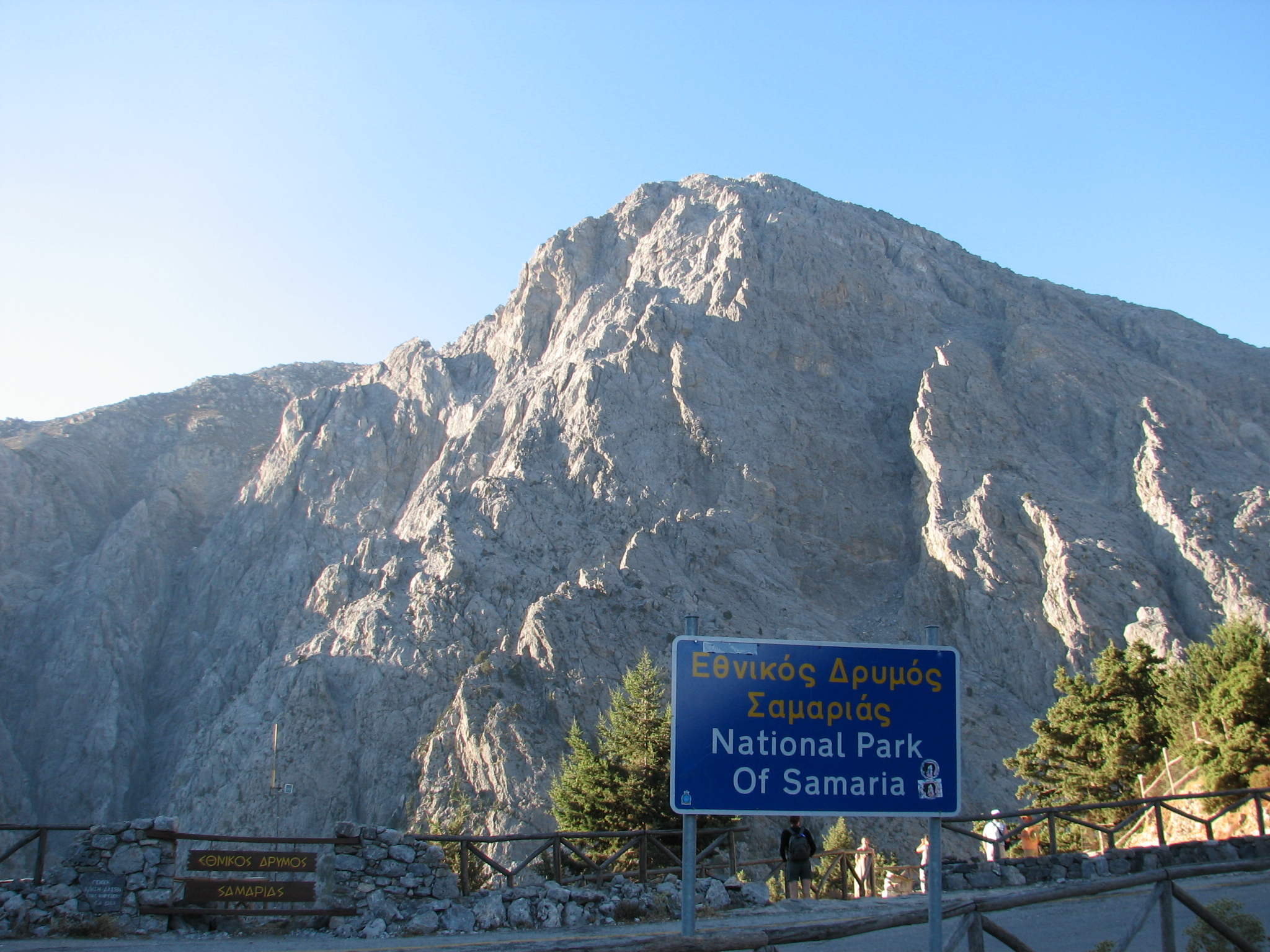
Ingang van het Nationaal park Samaria op Kreta

Onderstaande is een overzicht van de nationale parken van Griekenland.
Griekenland telt 24 nationale parken in 2017. De eerste Griekse nationale parken werden vanaf 1938 opgericht in beboste gebieden en dragen in het Grieks officieel de titel εθνικός δρυμός (ethnikós drumós of 'nationaal bos'). De recentere nationale parken krijgen in het Grieks de naam εθνικό πάρκο (ethnikó párko of 'nationaal park'). De twee mariene nationale parken die werden opgericht dragen officieel de titel 'nationaal zeepark' (εθνικό Θαλάσσιο πάρκο (ethnikó thalássio párko)). De historische nationale parken vallen allemaal onder de internationale beschermingsstandaard (IUCN-categorie II) voor nationale parken, de nieuwere nationale parken nog niet allemaal.
| Naam | Opgericht | Oppervlak (ha) | Kaart                                                                                               | Foto |
| --- | --------- | -------------- | --------------------------------------------------------------------------------------------------- | ---- |
| Nationaal park Olympos (Grieks: Εθνικός δρυμός Ολύμπου) | 1938      | 3.988          | Lijst van nationale parken in Griekenland (Griekenland) · Lijst van nationale parken in Griekenland |      |
| Nationaal park Parnassos (Grieks: Εθνικός δρυμός Παρνασσού) | 1938      | 3.513          | Lijst van nationale parken in Griekenland (Griekenland) · Lijst van nationale parken in Griekenland |      |
| Nationaal park Parnitha (Grieks: Εθνικός δρυμός Πάρνηθας) | 1961      | 3.812          | Lijst van nationale parken in Griekenland (Griekenland) · Lijst van nationale parken in Griekenland |      |
| Nationaal park Ainos (Grieks: Εθνικός δρυμός Αίνου) | 1962      | 2.862          | Lijst van nationale parken in Griekenland (Griekenland) · Lijst van nationale parken in Griekenland |      |
| Nationaal park Samaria (Samariakloof) (Grieks: Εθνικός δρυμός Λευκών Ορέων(Σαμαριάς)) | 1962      | 4.850          | Lijst van nationale parken in Griekenland (Griekenland) · Lijst van nationale parken in Griekenland |      |
| Nationaal park Oeta (Grieks: Εθνικός δρυμός Οίτης) | 1966      | 7.210          | Lijst van nationale parken in Griekenland (Griekenland) · Lijst van nationale parken in Griekenland |      |
| Nationaal park Sounion (Grieks: Εθνικός δρυμός Σουνίου) | 1971      | 3.500          | Lijst van nationale parken in Griekenland (Griekenland) · Lijst van nationale parken in Griekenland |      |
| Nationaal park Prespa (Grieks: Εθνικό Πάρκο Πρεσπών) | 1974      | 19.470         | Lijst van nationale parken in Griekenland (Griekenland) · Lijst van nationale parken in Griekenland |      |
| Nationaal park Alonissos en Noordelijke Sporaden (zee) (Grieks: Εθνικό Θαλάσσιο Πάρκο Αλοννήσου Βορείων Σποράδων) | 1992      | 208.713        | Lijst van nationale parken in Griekenland (Griekenland) · Lijst van nationale parken in Griekenland |      |
| Nationaal park Zakynthos (zee) (Grieks: Εθνικό Θαλάσσιο Πάρκο Ζακύνθου) | 1999      | 13.500         | Lijst van nationale parken in Griekenland (Griekenland) · Lijst van nationale parken in Griekenland |      |
| Nationaal park Schynias Marathon (Grieks: Εθνικό Πάρκο Σχινιά Μαραθώνα) | 2000      | 13.840         | |      |
| Nationaal park Koronia Volvi (Grieks: Εθνικό Πάρκο υγροτόπων λιμνών Κορώνειας, Βόλβης και Μακεδονικών Τεμπών) | 2004      |                | |      |
| Nationaal park Noord-Pindos (Grieks: Εθνικό Πάρκο Βόρειας Πίνδου) (omvat het vroegere Nationaal park Vikos-Aoös en het vroegere Nationaal park Pindos)                                                                                    | 2005      | 1.969.400      | Lijst van nationale parken in Griekenland (Griekenland) · Lijst van nationale parken in Griekenland |      |
| Nationaal park Mesolongi-Aitoliko (Grieks: Εθνικό Πάρκο λιμνοθαλασσών Μεσολογγίου, Αιτωλικού, κάτω ρου και εκβολών ποταμών Αχελώου και Ευήνου και νήσων Εχινάδων)                                                                         | 2006      | 35.588         | |      |
| Nationaal park Dadia-Lefkimi-Soufli (Grieks: Εθνικό Πάρκο δάσους Δαδιάς, Λευκίμμης και Σουφλίου) | 2006      | 72.900         | |      |
| Nationaal park Kerkini (Grieks: Εθνικό Πάρκο λίμνης Κερκίνης) | 2006      | 83.100         | |      |
| Nationaal park Evrosdelta (Grieks: Εθνικό υγροτοπικό Πάρκο Δέλτα Έβρου) | 2007      | 200.000        | |      |
| Nationaal park Amvrakikos (Grieks: Εθνικό Πάρκο υγροτόπων Αμβρακικού) | 2008      | 28.700         | |      |
| Nationaal park Oost-Macedonië en Thracië (Grieks: Εθνικό Πάρκο Ανατολικής Μακεδονίας - Θράκης) | 2008      | 930.000        | |      |
| Nationaal park Tzoumerka, Acheloösvallei, Agrafa en Meteora (Grieks: Εθνικό Πάρκο Τζουμέρκων, Κοιλάδας Αχελώου, Αγράφων και Μετεώρων) (grote uitbreiding van het in 2009 gestichte Nationaal park Tzoumerka, Peristeri en Arachthoskloof) | 2018      | 337 994        | |      |
| Nationaal park Kotychi-Strofylia (Grieks: Εθνικό Πάρκο υγροτόπων Κοτυχίου Στροφυλιάς) | 2009      | 22.000         | |      |
| Nationaal park Rodopegebergte (Grieks: Εθνικό Πάρκο οροσειράς Ροδόπης) | 2009      | 170.000        | |      |
| Nationaal park Axios-Loudias-Aliakmonas (Grieks: Εθνικό Πάρκο Δέλτα Αξιού-Λουδία-Αλιάκμονα) | 2009      | 338.000        | |      |
| Nationaal park Chelmos-Vouraikos (Grieks: Εθνικό Πάρκο Χελμού Βουραϊκού) | 2009      | 54.400         | |      |